# Lisa Morton
Lisa Morton (Pasadena, 11 dicembre 1958) è una scrittrice e sceneggiatrice statunitense.

## Biografia
Nata a Pasadena nel 1958, vive e lavora nella Valle di San Fernando.
Dopo aver mosso i primi passi come sceneggiatrice a Hollywood, ha iniziato a dedicarsi alla letteratura horror ottenendo nel 2010 il Premio Bram Stoker al romanzo d'esordio con Castle of Los Angeles.
Autrice di pluripremiati saggi, romanzi e racconti dedicati all'orrore, al soprannaturale e alla ricorrenza di Halloween, la sua unica opera tradotta in italiano è Fantasmi, dedicato al mondo degli spettri.

## Opere

### Romanzi
- The Castle of Los Angeles (2010)
- The Monsters of L.A. (2011)
- Malediction (2013)
- Netherworld (2014)
- Zombie Apocalypse!: Washington Deceased (2014)

### Raccolte di racconti
- Cemetery Dance (2015)
- The Samhanach and Other Halloween Treats (2017)

### Saggi
- The Cinema of Tsui Hark (2001)
- The Halloween Encyclopedia (2003)
- A Hallowe'en Anthology: Literary and Historical Writings Over the Centuries (2008)
- Savage Detours: The Life and Work of Ann Savage (2010)
- Trick or Treat: A History of Halloween (2012)
- Fantasmi: una storia di paura (Ghosts: A Haunted History, 2015), Milano, Il Saggiatore, 2020 traduzione di Carlo Braccio ISBN 978-88-428-2669-9.
- Adventures in the Scream Trade (2016)

### Novelle
- The Free Way (1995)
- The Lucid Dreaming (2009)
- Diana and the Goong-si (2009)
- The Samhanach (2010)
- Wild Girls (2012)
- Hell Manor (2012)
- Summer’s End (2013)
- Smog (2013)
- The Lower Animals (2013)
- By Insanity of Reason con John R. Little (2014)
- The Devil's Birthday (2014)

### Graphic Novel
- Witch Hunts: A Graphic History of the Burning Times con Rocky Wood (2012)

### Raccolte di poesie
- Bodega Bay, 2004 (2011)
- The Straw Man (2016)
- Meeting the Elemental (2019)

## Filmografia

### Cinema
- Al limite dell'umano (Meet the Hollowheads), regia di Thomas R. Burman (1989)
- Blue Demon, regia di Daniel Grodnik (2004)
- Thralls, regia di Ron Oliver  (2004)
- Glass Trap - Formiche assassine (Glass Trap), regia di Fred Olen Ray (2005)

### Televisione
- Dinosauri (Adventures in Dinosaur City), regia di Brett Thompson (1992)
- Toontown Kids serie TV (1994)
- Sulle ali dei Dragon Flyz (Dragon Flyz) serie TV (1996)
- Le magiche Ballerine Volanti (Sky Dancers) serie TV (1996)
- Van-Pires serie TV (1997)
- Tornado Warning , regia di Tibor Takács (2002)

## Premi e riconoscimenti
- Premio Bram Stoker al saggio: 2008 vincitrice con A Hallowe'en Anthology e 2012 vincitrice con Trick or Treat: A History of Halloween
- Premio Bram Stoker al romanzo: 2013 finalista con Malediction
- Premio Bram Stoker al romanzo d'esordio: 2010 vincitrice con Castle of Los Angeles
- Premio Bram Stoker per il miglior romanzo grafico: 2012 vincitrice con Witch Hunts: A Graphic History of the Burning Times
- Premio Bram Stoker al racconto: 2006 vincitrice con Tested
- Premio Bram Stoker al racconto lungo: 2009 vincitrice con The Lucid Dreaming e 2010 finalista con The Samhanach
- Premio Bram Stoker all'antologia: 2009 finalista con Midnight Walk
- Premio Bram Stoker alla raccolta narrativa: 2011 finalista con Monsters of L.A.